# Reno Olsen
Reno Bent Olsen (Roskilde, 19 febbraio 1947) è un ex pistard danese.

## Palmarès

### Olimpiadi
- 1 medaglia:
  - 1 oro (Città del Messico 1968 nell'inseguimento a squadre)